# Жаиро де Македо да Силва
Жаиро де Македо да Силва (Рио де Жанеиро, 6. мај 1992) је бразилски фудбалер, а тренутно је играч ПАОК–а.

## Трофеји
Тренчин
- Првенство Словачке (1) : 2014/15.
- Куп Словачке (1) : 2014/15.